# Los Troveros Criollos
Los Troveros Criollos fue uno de los conjuntos más representativos de la música criolla peruana. Desde sus inicios como dúo (1952-1955) y luego en sus etapas como trío (1956-1962), pasando por una breve reaparición a comienzos de los noventa, dejaron un gran número de temas clásicos.

## Biografía
En su primera etapa, Los Troveros Criollos estuvieron conformados por Jorge Pérez López (primera voz y segunda guitarra) y Luis Garland Llosa (director, primera guitarra y segunda voz).
Peréz había empezado a cantar siendo empleado bancario y compuso el himno de la Federación Bancaria. En un viaje a Chile se hizo conocido cantando y tuvo oportunidad de escuchar el programa La hora del bancario. Se hizo la promesa de replicarlo en el Perú, consiguiendo hacerlo mediante un programa dominical en Radio Colonial. En este programa aparece el músico Lucho Garland con quien inicia su carrera musical en 1950 en el conjunto aficionado Los Bancarios. En 1952 el conjunto se transforma en Los Troveros Criollos para participar en el concurso radial de chocolates El Tigre organizado por Radio América. El 18 de julio de 1952 son galardonados con el primer lugar del concurso con el tema «Vecinita». A partir de entonces fueron contratados para participar tres veces por semana en audiciones en vivo de esa emisora, provocando largas colas del público deseoso de conocerlos. Un año después y ya gozando de popularidad, formaron una alianza con el compositor Mario Cavagnaro. Sus temas de replana, como «Yo la quería patita», «Carretas aquí es el tono» y otros, causaron sensación y batieron récords de audiencia y venta de discos.
Desde su aparición en 1952 el dúo tuvo un estilo alegre y optimista, cuando hasta ese entonces dominaba la música del trío Los Embajadores Criollos, con una temática dramática y pasional. Su separación es explicada en términos musicales. Luis Garland, director del dúo, quería continuar su desarrollo musical y finalmente lo logró, pero con otra formación. Jorge Pérez en cambio, mantuvo su línea y continuó cantando estos temas de replana durante toda su carrera. Otras fuentes señalan que hubo rencillas causadas por el deseo de protagonismo, ya que Pérez, al ser el frontman del dúo, siempre tuvo mayor popularidad.

### Segunda Etapa
Los Troveros Criollos estuvieron conformados por: Humberto Pejovés (primera voz), Luis Garland (primera guitarra y segunda voz) y José Ladd (segunda guitarra y tercera voz). Tuvieron éxito con dos valses de temática distinta: el primero, un vals de carácter social, "Luis Pardo" y el segundo, un vals de carácter popular, "Romance en la Parada", del compositor Augusto Polo Campos.
Este trío se caracterizó por ser sumamente versátil. Interpretaron canciones alegres y jaraneras de la Guardia Vieja, polkas, tonderos, marineras limeñas y norteñas; así como sorprendían con armonías vocales en otros valses. El broche de oro en su corta carrera artística lo obtuvieron en 1960, ganando el primer puesto en el Festival Cristal de la Canción Criolla, con el tema "Rosa Té".
El celebrado compositor peruano Manuel Acosta Ojeda escribió sobre ellos en junio de 2012: “El trío Los Troveros Criollos, de Lucho Garland, Humberto Pejovés y Pepe Ladd, fue en cuanto a armonía de voces y guitarras - a mi modesto parecer – el mejor trío criollo de todos los tiempos”.

### Tercera Etapa
Estuvieron conformado por Carlos García Godos (primera voz), Luis Garland (primera guitarra y segunda voz) y Pepe Ladd (segunda guitarra y tercera voz). Este trío mantuvo la versatilidad del anterior, pero su estilo fue menos alegre y jaranero y más bien elegante y estilizado. Les corresponde el honor de haber grabado la primera versión del vals "El Rosario de mi Madre", producido por su autor, el compositor Mario Cavagnaro y trabajado con la compositora Chabuca Granda en la elaboración y grabación de su álbum Lo mejor de Chabuca Granda.

### Cuarta Etapa
En su cuarta generación estuvieron conformados por Lucho Garland y Los Hermanos José y Eduardo Catter. Adicionalmente apoyaron al trío las voces de nueve jóvenes, con los cuales formaron el Grupo Espectáculo Los Troveros Criollos. El grupo vocal de jóvenes estuvo integrado por: Roxana Leguía, María del Carmen Mercado, Edurme Inchauste, Elizabeth Cabrera, Rosa Elena Viale, Jeanette Cabrera, Fernando Villamonte, Pedro León y Arturo Cárdenas. Para algunos de ellos, esta experiencia representó el inicio de una exitosa carrera musical.

### Quinta Etapa
En su quinta generación, Los Troveros Criollos estuvieron conformados por Lucho Garland, Mario Sánchez y Roberto García Godos. Su trayectoria fue corta y grabaron algunos memorables discos; especialmente uno dedicado al célebre compositor y Oficial de la Marina Peruana Francisco "Pancho" Quirós.

## Discografía

### Primera generación
En su primera generación el dúo popularizó temas principalmente de replana, compuestos por Mario Cavagnaro y de otros autores. De éste compositor fueron "Yo la quería patita", "Cantame ese vals Patita", "Carretas aquí es el Tono". Otros temas fueron "Leonor", "Cabecita loca" firmados por Francisco Quirós, "Ay! Raquel", "La Jarana de Colón" de Polo Campos.

### Segunda generación
En su segunda generación el trío popularizó "Luis Pardo" (D.R), "Romance en la Parada", "Tu Perdición", "Vuelve pronto" (Augusto Polo Campos), "Corto Circuito" de Mario Cavagnaro , "Puedes irte", "Cuando esté bajo una Loza" del compositor Manuel Acosta Ojeda, "Rosa Té" de Max Arroyo y Germán Zegarra. Con este último tema, Los Troveros Criollos ganaron el primer Festival Cristal de la Canción Criolla en 1960.

### Tercera generación
En su tercera generación el trío popularizó los valses "El Rosario de mi Madre" de Mario Cavagnaro, "Noche de Amargura" de Augusto Polo Campos, "Gracia" y "Ha de llegar mi Dueña" de Chabuca Granda. Estos dos últimos pertenecen al disco Lo mejor de Chabuca Granda, grabado y editado en coordinación con la misma compositora.

### Cuarta generación
La cuarta generación editó una placa con recopilaciones de diversos géneros de la música criolla, entre los más populares estuvieron "La Cabaña" y los "Popurrí de Valses y Polkas".

### Quinta generación
La última generación de Los Troveros Criollos popularizó un singular disco en homenaje al compositor (y oficial de la Marina Peruana)) Francisco Quirós, con temas compuestos por él. Este disco salió publicado en edición limitada, con motivo del octagésimo Aniversario de la Fuerza de Submarinos del Perú.

### Interpretaciones destacables
| Tema                      | Compositor                        |
| Primera generación        |                                   |
| Ay! Raquel                | Augusto Polo Campos               |
| Cabecita loca             | Francisco Quirós Tafur            |
| Cantame ese Vals Patita   | Mario Cavagnaro Llerena           |
| Carretas aquí es el Tono  | Mario Cavagnaro Llerena           |
| El Parisien               | Derechos reservados               |
| La Jarana de Colón        | Augusto Polo Campos               |
| Yo la quería patita       | Mario Cavagnaro Llerena           |
| Segunda generación        |                                   |
| Corto Circuito            | Mario Cavagnaro Llerena           |
| Cuando esté bajo una Loza | Manuel Acosta Ojeda               |
| Luis Pardo                | Guardia vieja                     |
| Cruel Dolor               | Guardia vieja                     |
| Puedes irte               | Manuel Acosta Ojeda               |
| Romance en la Parada      | Augusto Polo Campos               |
| Rosa Té                   | Max Arroyo; Germán Zegarra        |
| Tercera generación        |                                   |
| Así te quiero yo          | Manuel Acosta Ojeda               |
| El Rosario de mi Madre    | Mario Cavagnaro Llerena           |
| Gracia                    | Chabuca Granda                    |
| Noche de Amargura         | Augusto Polo Campos               |
| Cuarta generación         |                                   |
| La Cabaña                 | Alejandro Sáez                    |
| La Palizada               | Alejandro Ayarza                  |
| Quinta generación         |                                   |
| Travesuras limeñas        | L. Garland, M. Sánchez, R. García |
| Jesús                     | Felipe Pinglo Alva                |

## Presentación en vivo
- Grabación en la TV Peruana, 1989
- Grabación en Radio La Crónica, 1956